# Jan Kryński
Jan Kryński (ur. 13 maja 1850, zm. 31 stycznia 1890) – polski artysta rzeźbiarz, autor rzeźb portretowych, epitafiów, pomników nagrobnych oraz rzeźb o tematyce religijnej, był projektantem na zlecenie fabryki wyrobów metalowych Norblin, Bracia Buch i T. Werner w Warszawie.

## Życiorys
Pochowany na cmentarzu Powązkowskim w Warszawie (kwatera 20-5-14/15).
Maria Irena Kwiatkowska poświęciła mu rozprawę – Jan Kryński – warszawski rzeźbiarz i krzewiciel polskiej sztuki stosowanej w Roczniku Warszawskim (Muzeum Historyczne m. st. Warszawy, Warszawa, 1993, s. 47-76).